# Sint Josephkerk (Heelsum)
De Sint Josephkerk aan de Kamperdijklaan in Heelsum is een voormalige, Rooms-Katholieke parochiekerk in de Gelderse gemeente Renkum. Het kerkelijk complex, kerkgebouw en pastorie, is in 2017 aangewezen als gemeentelijk monument. De kerk maakte van 1960 tot en met 2018 deel uit van de Titus Brandsma Parochie. Dit kerkgebouw is het enige uit het oeuvre van Fons Vermeulen dat nog bestaat en vrijwel ongeschonden is. Er is van de architect nog één ander kerkgebouw over, in Eindhoven, maar dat is herbestemd als kantoorpand.

## Geschiedenis
Op 1 april 1950 maakte de Rooms-Katholieke gemeenschap in Heelsum bekend dat zij aan de Kamperdijklaan een kerk wilden gaan bouwen. De grond was reeds aangekocht en deze lag nabij de toekomstige nieuwbouwwijken en op voldoende afstand van de parochiekerk in Renkum. De protestantse meerderheid binnen de gemeenschap en de gemeenteraad vond de bouw van de kerk echter van ondergeschikt belang en wilde op de locatie villa’s laten bouwen. Op 11 oktober 1952 werd een motie hiervoor met 10 tegen 9 stemmen aangenomen. In mei 1954 werd een tweede motie om de bouw van de kerk mogelijk te maken, afgewezen met opnieuw 1 stem. Het kerkbestuur ging hierop in beroep bij de Raad van State, welke het bezwaar van het kerkbestuur gegrond verklaarde. Vanaf 21 januari 1955 konden omwonenden de plannen inzien, wat tot meerdere bezwaren van hen leidde. De bewoners beweerden dat hen toe was gezegd dat op de door de kerk aangekochte grond villabouw zou plaats gaan vinden en dat door het wijzigen van de bestemming zij gedupeerd zijden raken en zij zouden in hun rust verstoord worden. Bij de behandeling van de bezwaren door het college van burgemeester en wethouders liet zij weten dat zij niet kon zien hoe de bewoners financiële schade zou lijden door bestemmingswijziging. In maart 1955 stemde de raad alsnog tegen het herzieningsbesluit, terwijl zij ook had aangegeven voor 3 december dat jaar anders zou moeten beschikken op aanwijzing van de provincie. Midden 1956 besliste Gedeputeerde Staten dat de katholieke kerk gebouwd mocht worden, waarop Ben W overwogen om in hoger beroep te gaan.
Architect Fons Vermeulen begon in 1958 met het ontwerpen van de kerk, pastorie en kerktoren, zijn uiteindelijke ontwerp kwam in 1960 tot stand. In het ontwerpproces ging hij van een open kerk met veel ramen naar een vrij gesloten kerkgebouw. In het eerste ontwerp was de kerkzaal vierkant met daaromheen verschillende ruimten. De verschillende ruimten waren allemaal in laagbouw gesitueerd. In 1960 tekende Vermeulen alleen aan de noordzijde nog een laagbouw.
Begin 2017 werd bekend dat de parochie twee kerken heeft verkocht aan een projectontwikkelaar. Het doel van de projectontwikkelaar was om op de plek van de Sint-Josephkerk woningen te gaan bouwen. In mei dat jaar werd de kerk door het Cuypersgenootschap en de Erfgoedvereniging Heemschut voorgedragen voor de status van gemeentelijk monument. Nog geen jaar later, op 1 juli 2018, vond de laatste heilige mis plaats. Na de dienst werden de kerk ontruimd en de kerkelijke attributen naar Renkum overgebracht.

## Exterieur
Het kerkgebouw is vormgegeven als een platte doos met rondom een overhangend dak. Onder de dakrand is een vensterstrook aangebracht. In de buitenmuren zijn veel misbaksels verwerkt. Deze stenen zijn te heet gebakken, waardoor zij niet geel maar meerkleurig zijn. Sommige stenen zijn kromgetrokken of zelfs getordeerd. De hoofdingang bevindt zich in de westelijke gevel. Rondom de hoofdingang is meer glas aangebracht, waardoor dit deel van de muur meer open naar buiten is. Het portaal bestaat uit een dubbele deur met aan weerszijden een bakstenen muur, op deze twee muren ligt een betonnen plaat. Het portaal steekt voor de helft naar buiten, het loopt op gelijke wijze naar binnen.
In de noordgevel, gericht op de splitsing Kamperdijklaan-Prins Bernhardlaan, bevindt zich één opening. Het venster wordt omgeven door een uit het gevelvlak komende betonnen omlijsting. Het venster komt uit op de ontmoetingsruimte. De oostgevel heeft ongeveer centraal een cirkelvormig apsis, hierdoor ligt het tegenover de entree van de kerkzaal. Aan de zuidgevel grenst een tuin en hier is een aanbouw met daarin een Sint Josephkapel gesitueerd.

### Pastorie
Tussen de kerk en de losstaande kerktoren staat de pastorie. De pastorie ligt vanaf de straat gezien, ten opzichte van de kerk en toren, iets naar achteren. De woning is, net als de kerk, doosvormig met een plat dak en opgetrokken uit misvormde bakstenen. Voor de pastorie ligt een klein pleintje, tussen de kerk en de kerktoren in. De voorgevel is vrij gesloten met beneden drie vensters en rechts een portaal, het portaal is gelijkend aan die van het kerkgebouw. Op de verdieping twee vensters die links van het midden zijn geplaatst. De gevels aan de tuinzijde zijn meer open van karakter en bevatten veel meer vensters.

### Toren
De toren is eveneens vierkant en van baksteen. Op verschillende plekken zijn lichtspleten aangebracht. Net onder de galmgaten is een betonnen lijst aangebracht. De opbouw met galmgaten is uit dezelfde baksteen opgetrokken als de rest van de toren. De galmgaten zijn rechthoekig. De toren heeft, net als de kerk en pastorie, een plat dak zonder torenspits. De drie klokken in de toren werden in 1964 geschonken door de Renkumse parochie.

## Interieur
Waar de kerk van buiten bestaat uit misbaksels, zijn er bij het interieur betonstenen voor de muren gebruikt. De vloer is van beton met gewassen grind. Het plafond is van donker hout en wordt nergens ondersteund door pilaren of muren, waardoor de kerkruimte geheel open is. De kerkzaal zelf is niet in verschillende ruimtes opgedeeld, zoals vaker bij kerken gebouwd in trant van de Bossche School gebeurd. Alleen een paar dienstruimten, zoals de sacristie, zijn afgesloten van de kerkruimte. Naast de ingang bevindt zich in de noordwesthoek de sacristie, hiernaast is de voormalige doopkapel. De voormalige doopkapel ligt lager dan de vloer en is bereikbaar via een trap, vergelijkbaar met hoe men bij een doop in de Jordaan ook eerst naar beneden moet lopen. Boven deze ruimte ligt de koorzolder. In de vloer van de koorzolder is een lichtkoepel aangebracht, waardoor zonlicht direct op de doopvont kan vallen. Doordat de doopvont is verplaatst, heeft de koepel zijn functie verloren. Rechts van de doopkapel is een houten wand gebouwd, hier was van origine een tribune met banken ingetekend, hierachter bevindt zich de ontmoetingsruimte Sluis, met een paar dienstruimten. Het overige meubilair is nog vrijwel compleet aanwezig.
Het apsis is open, al kan het wel afgesloten worden door middel van gordijnen. Links er van staat de preekstoel, deze is blokvormig en heeft aan de bovenzijde een houten leuning. Het hoofdaltaar stond van origine nabij het apsis. Voor het apsis is een één trede hoog podium geplaatst. Het drie treden hoge podium werd na het Tweede Vaticaans Concilie geplaatst.
De ondiepe, maar brede, dagkapel ligt tegen de westmuur aan en wordt afgebakend door een colonnade bestaande uit lage penanten en pijlers met daarop een betonnen balk. In de dagkapel staan twee van tropisch hout gemaakte biechtstoellen. Deze steken vrij diep in de buitenmuur en steken daardoor weinig in de kerk. De nog originele kleurstelling is, net als de overige kleurstellingen in de kerk, van de hand van Wim van Hooff. De beide biechtstoelen hebben een grotere en een kleinere deur. Tegenover de biechtstoelen is een (nieuwe) nis gemaakt, het is een voormalige deuropening, met daarin een altaar met een Mariabeeld. De banken in de dagkapel komen uit de kerk en zijn aangepast voor de kapel.
In de zuidelijke gevel is een aparte Sint Josephkapel aangebracht. Deze kapel is opgetrokken uit dezelfde gele bakstenen van de buitengevels. De kapel is bijna rond en in een rechthoekig portaal aangebracht. Het interieur van de kapel is van grijze betonsteen. De kapel heeft een koepel met oculus, zodat er daglicht binnen kan komen.

## Fotogalerij

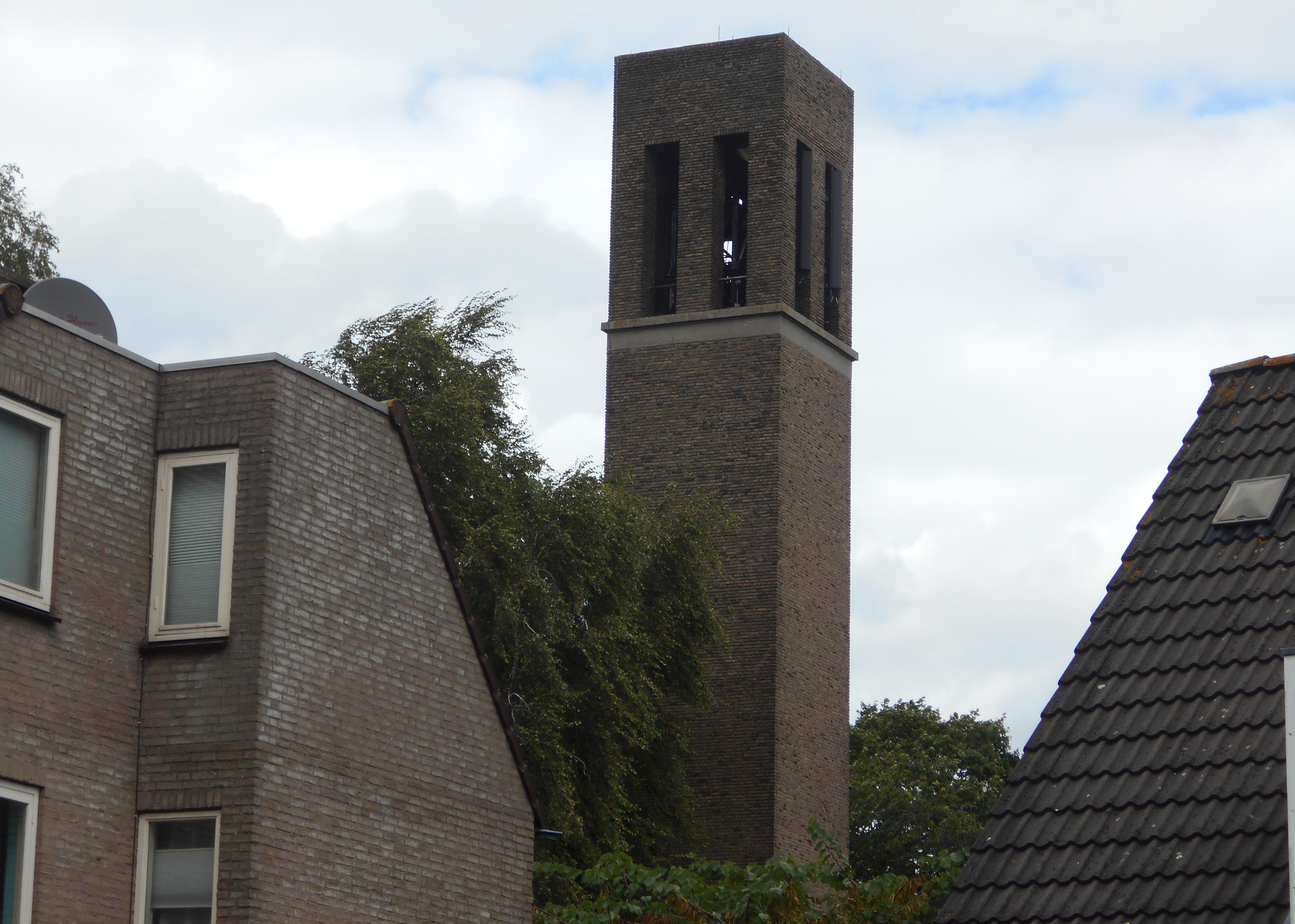
De bovenkant van de toren
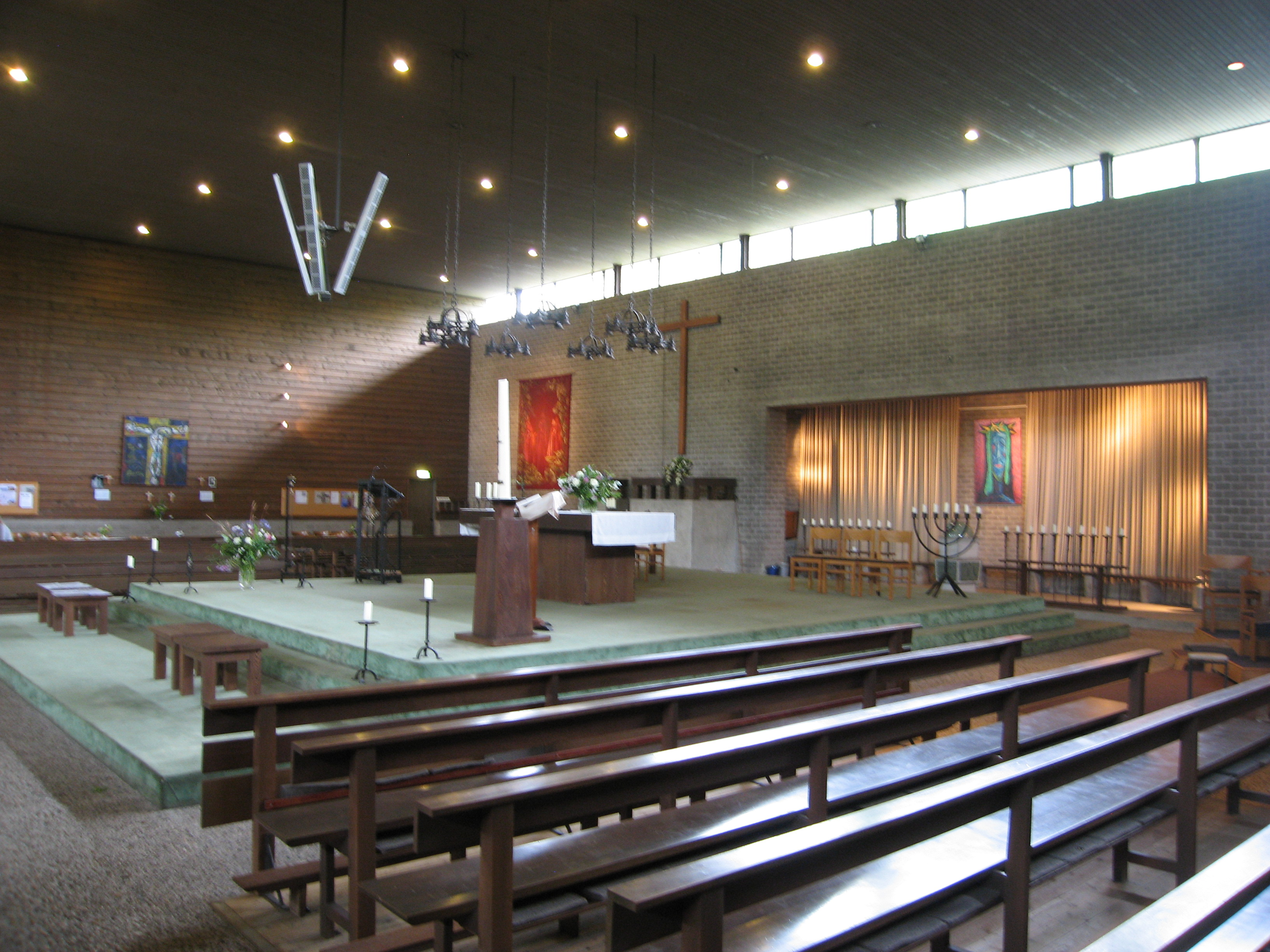
Overzicht van de kerkzaal
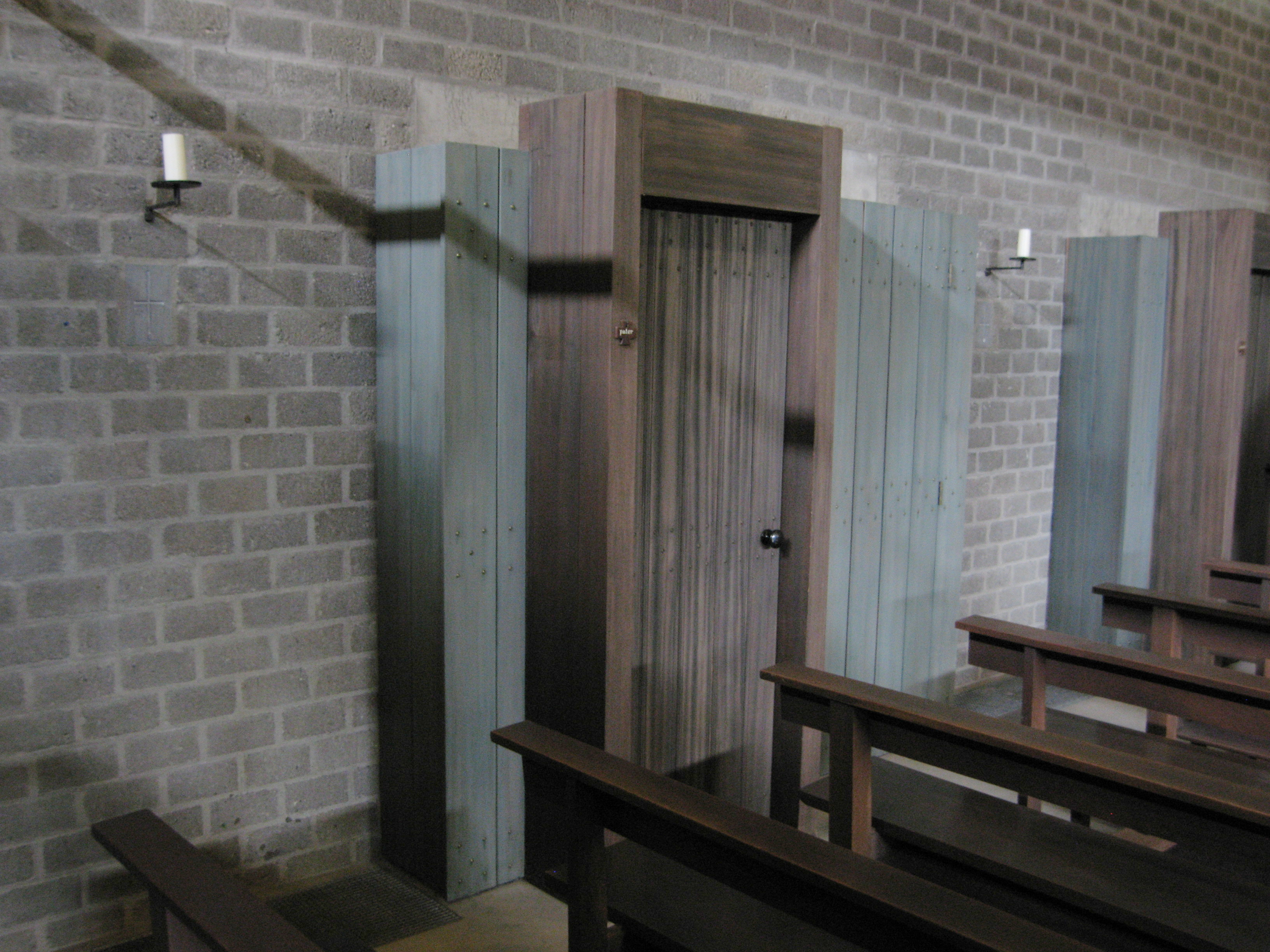
Biechtstoel